# San Lucas Matlala
San Lucas Matlala är en ort i Mexiko.   Den ligger i kommunen Huaquechula och delstaten Puebla, i den sydöstra delen av landet, 100 km sydost om huvudstaden Mexico City. San Lucas Matlala ligger 1 414 meter över havet och antalet invånare är 396.
Terrängen runt San Lucas Matlala är kuperad västerut, men österut är den platt. Runt San Lucas Matlala är det ganska tätbefolkat, med 75 invånare per kvadratkilometer. Närmaste större samhälle är Izúcar de Matamoros, 18,0 km sydost om San Lucas Matlala. I omgivningarna runt San Lucas Matlala växer huvudsakligen savannskog.